# 신율법주의
신율법주의(neonomianism)는 율법폐기론과 반대되는 개념으로, 율법폐기론이 인간의 행위를 배제하기 위해 칭의론의 객관적인 면을 강조한다면, 신율법주의는 인간 행위가 반드시 요구된다는 행위의 강조를 말하는 신학적 이론이다.
대표적인 신율법주의자는 리처드 백스터이다. 그는 칭의에 대하여 이중적 의를 말하였는 데, 첫번째 의는 예수 그리스도의 복음이고, 두번째 의는 죄인의 믿음과 회개였다.  그의 가르침은 대니얼 윌리엄스에 의해 발전되었으며, 이에 대하여 아이작 촌시는 반대하였다.
신율법주의는 존 페스코, 제임스 패커, 한스 부르스마에 의해 비판을 받았다.